# کارلوس مندز (خواننده)
کارلوس مندز (به انگلیسی: Carlos Mendes) (زاده ۲۳ می ۱۹۴۷) خواننده پرتغالی است.
او نماینده پرتغال در یوروویژن ۱۹۶۸ و یوروویژن ۱۹۷۲ بود.